# Boer Snor
Boer Snor is een personage uit de Vlaamse stripreeks Jommeke. Hij is een vriend van het hoofdpersonage Jommeke. 

## Omschrijving
Boer Snor is een boer van de oude stempel. Hij is een typische 'keuterboer'. Hij is groot en slank. Doorgaans draagt hij werkkledij met een hemd, overall, houten klompen en een strooien driehoekige hoed, waaronder zijn gezicht nauwelijks te zien is. Als hij zijn hoed afneemt, blijkt hij kaal te zijn. Zijn naam heeft hij te danken aan zijn belangrijkste gezichtskenmerk, zijn lange roodharige snor. Een ander belangrijk kenmerk is dat hij voortdurend een lange pijp rookt. Hij is zowat het enige personage in de reeks dat altijd blijft roken, ook in de recentste albums.
Ook in zijn gedachtegang en handelen is boer Snor een echte landbouwer. Landbouw is zijn leven en alles draait rond zijn boerderij die hij maar zelden verlaat. Zijn boerderij is eerder een hut en van weinig comfort voorzien. Hoewel hij verschillende dieren heeft, zien we hem vooral bezig met koeien. Zijn belangrijkste koe is Bella. Als hij muziek voor haar laat spelen, geeft ze meer melk dan al zijn andere koeien. 
Via Bella komt hij in contact met Jommeke. In het album nummer 5, De muzikale Bella, komt hij voor het eerst voor, zij het in een kleine rol. Hij is de eigenaar van Bella die met Jommeke op avontuur trekt, terwijl hij vruchteloos naar haar op zoek is. Na het avontuur keert Jommeke met Bella terug en leert hij zo boer Snor kennen. Net als Bella komt hij pas in album nummer 104, De vlucht van Bella, opnieuw voor. Vanaf dan komt hij frequenter voor, zelfs meer dan Bella zelf.

## Albums
Boer Snor komt voor in volgende albums: De muzikale Bella, De vlucht van Bella, De Elfenbron, Het schuimspook, De kopermicroben, De erfenis van Sorgeloos, Het slimme varken, De pechvogel, Kamperen is plezant, De puddingkoningin, Filiberke en Biliferke, Schattenjagers in Bokrijk, De blauwe wenssteen, Tobias Snuffel, De kwakzalver, De recordjagers, Prins carnaval en De babbelpil. 